# Nekrolog 1426
Nekrolog
◄◄
| ◄
| 1422
| 1423
| 1424
| 1425
| 1426 | 1427 | 1428 | 1429 | 1430 | ► | ►►
Weitere Ereignisse | Allgemeiner Nekrolog 1426
Die Beschreibung der verstorbenen Person sollte so kurz wie möglich gehalten sein und nur deren signifikante Tätigkeit(en) enthalten.
Neue Namen ggf. auch unter dem Geburts- und Sterbedatum, also etwa unter 1. Januar und im Geburts- und Sterbejahr (2024) eintragen (nur bei entsprechender großer Wichtigkeit). Für Beispiele siehe die schon vorhandenen Artikel.
Außerdem über die fünf zuletzt Verstorbenen, zu denen es einen ausreichend guten Artikel für eine Präsentation auf der Hauptseite gibt, nach der todesbedingten Überarbeitung der Artikel ggf. auch unter Wikipedia Diskussion:Hauptseite informieren und sie am besten auch in den anderen Wikipedia-Sprachversionen eintragen. Tipp: Regelmäßig bei news.google.de nach „ist tot“, „gestorben“ oder „verstorben“ suchen.
Wenn eine Person gestorben ist, gibt es viele Seiten zu dieser Person in der Wikipedia, die davon auch betroffen sind und entsprechend aktualisiert werden müssen. Beispiele: Namenübersichtsseite, Geburtsjahr, Geburtsort-Seiten und viele mehr.
Wie finde ich die betroffenen Seiten?
Im Suchfeld auf der linken Seite gibt man den Suchbegriff so ein: „Vorname Nachname“. Dann klickt man auf Volltext und alle Seiten mit entsprechendem Suchtext werden aufgerufen. Hier sieht man dann schnell, wo auch das Todesjahr Sinn macht oder sogar ein Teil des Artikels angepasst werden muss. Auch hilft das „Werkzeug“ auf der linken Seite sehr gut, um solche Seiten aufzufinden: „Links auf diese Seite“. Somit ist die Wikipedia wieder aktuell in allen Bereichen! Hinweis: bei Eintragung der Kategorie „Gestorben JAHR“ wird der Missbrauchsfilter 49 ausgelöst, was jedoch nicht schlimm ist. Siehe: Spezial:Missbrauchsfilter/49
Dies ist eine Liste von im Jahr 1426 verstorbenen bekannten Persönlichkeiten. Die Einträge erfolgen innerhalb der einzelnen Daten alphabetisch sortiert. Tiere sind im Nekrolog für Tiere zu finden.

## Februar
| Tag         | Name           | Beruf, bekannt als                                                               | Alter | Beleg |
| ----------- | -------------- | -------------------------------------------------------------------------------- | ----- | ----- |
| 15. Februar | Jean de Brogny | Bischof von Genf und Viviers, Erzbischof von Arles und Kardinalbischof von Ostia |       |       |

## März
| Tag      | Name                        | Beruf, bekannt als                           | Alter | Beleg |
| -------- | --------------------------- | -------------------------------------------- | ----- | ----- |
| 12. März | Katharina von Pommern-Stolp | Ehefrau Pfalzgraf Johanns von Pfalz-Neumarkt |       |       |

## April
| Tag       | Name                        | Beruf, bekannt als                                                                | Alter | Beleg |
| --------- | --------------------------- | --------------------------------------------------------------------------------- | ----- | ----- |
| 18. April | Anna von Sachsen-Wittenberg | Gemahlin von Friedrich, Herzog von Braunschweig-Lüneburg und deutscher Gegenkönig |       |       |

## Mai
| Tag     | Name                        | Beruf, bekannt als                                          | Alter | Beleg |
| ------- | --------------------------- | ----------------------------------------------------------- | ----- | ----- |
| 5. Mai  | Efrem von Nea Makri         | Heiliger                                                    | 41    |       |
| 18. Mai | Johann II. von Fleckenstein | Bischof von Worms, Domherr in Mainz und Worms, Stiftspropst |       |       |

## Juni
| Tag      | Name                | Beruf, bekannt als   | Alter | Beleg |
| -------- | ------------------- | -------------------- | ----- | ----- |
| 16. Juni | Leonhard zu Castell | deutscher Landesherr |       |       |

## Juli
| Tag  | Name                    | Beruf, bekannt als  | Alter | Beleg |
| ---- | ----------------------- | ------------------- | ----- | ----- |
| Juli | Hildebrand Veckinchusen | hansischer Kaufmann |       |       |

## September
| Tag           | Name            | Beruf, bekannt als | Alter | Beleg |
| ------------- | --------------- | ------------------ | ----- | ----- |
| 18. September | Hubert van Eyck | flämischer Maler   |       |       |

## Oktober
| Tag         | Name                      | Beruf, bekannt als                                                                                     | Alter | Beleg |
| ----------- | ------------------------- | --- | ----- | ----- |
| 16. Oktober | Hynek Boček von Podiebrad | böhmisch-mährischer Adliger und Anhänger der Hussiten, Onkel des böhmischen Königs Georg von Podiebrad |       |       |

## November
| Tag          | Name                | Beruf, bekannt als           | Alter | Beleg |
| ------------ | ------------------- | ---------------------------- | ----- | ----- |
| 11. November | Georg Oeder         | 24. Abt von Stift Lilienfeld |       |       |
| 19. November | Heinrich III. Heppe | Abt von Ebrach               |       |       |

## Dezember
| Tag          | Name                               | Beruf, bekannt als              | Alter | Beleg |
| ------------ | ---------------------------------- | ------------------------------- | ----- | ----- |
| 27. Dezember | Philippo Scolari                   | Heerführer                      |       |       |
| 31. Dezember | Thomas Beaufort, 1. Duke of Exeter | Kanzler von England             |       |       |
| Dezember     | Agnes von Tengen                   | Äbtissin des Damenstifts Buchau |       |       |

## Datum unbekannt
| Tag               | Name                                   | Beruf, bekannt als                                                | Alter | Beleg |
| ----------------- | -------------------------------------- | ----------------------------------------------------------------- | ----- | ----- |
|                   | Adolf IX.                              | regierender Graf                                                  |       |       |
|                   | Erich I.                               | Graf von Hoya (1377–1426)                                         |       |       |
| Anfang des Jahres | Rudolf IV. von Praunheim-Sachsenhausen | letzter männlicher Vertreter der Familie der Herren von Praunheim |       |       |
|                   | Konrad Martin                          | Geistlicher und niedriger Dienstadliger                           |       |       |
|                   | Nikolaus II.                           | Graf von Tecklenburg (1388–1426)                                  |       |       |
|                   | Hug zer Sunnen                         | Schweizer Politiker                                               |       |       |
|                   | Tezozómoc                              | Herrscher des Tepaneken-Stadtstaates Azcapotzalco                 |       |       |